# Discografia de Gaab
A Discografia de Gaab, um cantor e compositor brasilieiro, consiste em três álbuns de estúdio, três álbuns ao vivo, um extended play e quinze singles lançados desde o início de sua carreira. 
Em setembro de 2016, lançou seu primeiro álbum, autointitulado Gaab. Em setembro de 2017, lançou seu segundo álbum, denominado Melhor Viagem. Em dezembro de 2017, lançou seu primeiro EP, nomeado Legado: Músicas Para Brisar em parceria com seu pai, com uma mistura das músicas de ambos. Em julho de 2018, lançou seu terceiro álbum, chamado U. Em janeiro de 2019, lançou seu primeiro DVD, intitulado Legado: O Show, em parceria com seu pai e Ah! Mr. Dan, cantando os maiores sucessos dos três.  Em fevereiro, gravou seu primeiro DVD solo em Salvador, que contou com as participações dos cantores MC Livinho, MC Davi, MC Hariel, Negra Li, 1Kilo, Thomaz, Igor Kannário e Junior Lord. Logo após gravar seu DVD, assinou contrato com a gravadora Universal Music. No dia 17 de maio foi lançado o álbum Positividade (Ao Vivo em Salvador), com 18 faixas.

## Álbuns

### Álbuns de estúdio
| Álbum         | Detalhes |
| ------------- | --- |
| Gaab          | Lançamento: 9 de setembro de 2016 Formato: CD, download digital, streaming Gravadora: Waves Sound e Role Brasil |
| Melhor Viagem | Lançamento: 15 de setembro de 2017 Formato: CD, download digital, streaming Gravadora: GR6MUSIC                 |
| U             | Lançamento: 27 de julho de 2018 Formato: CD, download digital, streaming Gravadora: GR6MUSIC                    |

### Álbuns ao vivo
| Álbum          | Detalhes |
| -------------- | --- |
| Legado: O Show | Lançamento: 4 de janeiro de 2019 Formato: DVD, download digital, streaming Gravadora: Waves Sound, GR6MUSIC, Dias Shows e Produções |
| Positividade   | Lançamento: 17 de maio de 2019 Formato: DVD, download digital, streaming Gravadora: Universal Music                                 |

### Extended plays (EPs)
| Álbum                      | Detalhes                                                                                        |
| -------------------------- | ----------------------------------------------------------------------------------------------- |
| Legado: Músicas Pra Brisar | Lançamento: 18 de dezembro de 2017 Formato: Download digital Gravadora: Rodriguinho e GR6 Music |

## Singles
| Título                                                                                  | Ano  | Melhores posições | Álbum                         |
| Título                                                                                  | Ano  | BRA               | Álbum                         |
| --------------------------------------------------------------------------------------- | ---- | ----------------- | ----------------------------- |
| "Só Você Não Vê"                                                                        | 2016 | —                 | Gaab                          |
| "Cuidado"                                                                               | 2017 | —                 | Melhor Viagem                 |
| "Tô Brisando em Você"                                                                   | 2017 | —                 | Melhor Viagem                 |
| "Tem Café" (part. MC Hariel)                                                            | 2017 | —                 | Melhor Viagem                 |
| "Positividade"                                                                          | 2017 | —                 | Melhor Viagem                 |
| "Vai Passar"                                                                            | 2017 | —                 | Melhor Viagem                 |
| "Melhor Viagem"                                                                         | 2017 | —                 | Melhor Viagem                 |
| "Brisa Demais"                                                                          | 2018 | —                 | Não adicionado a nenhum álbum |
| "U" (part. Rodriguinho e Thomaz)                                                        | 2018 | —                 | U                             |
| "Preservê"                                                                              | 2018 | —                 | U                             |
| "De Uns Dias" (part. MC Davi)                                                           | 2018 | —                 | U                             |
| "Sem Pressa" (part. MC Livinho)                                                         | 2018 | —                 | U                             |
| "Bem Diferente" (part. MC G15)                                                          | 2018 | —                 | Não adicionado a nenhum álbum |
| "Câmera Lenta" (part. MC Hariel)                                                        | 2018 | —                 | Não adicionado a nenhum álbum |
| "Coração de Mãe" (part. MC Hariel)                                                      | 2018 | —                 | Positividade                  |
| "—" denota singles que não entraram nas paradas musicais ou não foram lançados no país. |      |                   |                               |

### Como artista convidado
| Título                                                                                    | Ano  | Melhores posições | Certificações                 | Álbum        |
| Título                                                                                    | Ano  | BRA               |                               | Álbum        |
| ----------------------------------------------------------------------------------------- | ---- | ----------------- | ----------------------------- | ------------ |
| "Outra Saída" (Lucas Santos part. Gaab)                                                   | 2016 | —                 | Não adicionado a nenhum álbum |              |
| "Samba" (Rodriguinho part. Gaab e Luccas Carlos)                                          | 2017 | —                 |                               | Samba        |
| "Esquadrão do Verão" (Perera DJ part. Gaab, MC Livinho, MC G15, MC Kevin e MC Maneirinho) | 2017 | —                 | Não adicionado a nenhum álbum |              |
| "Pressentimento" (MC Livinho part. Gaab)                                                  | 2018 | —                 | Não adicionado a nenhum álbum |              |
| "Mexe Ai Baby" (MC Livinho part. Gaab e Bricio)                                           | 2018 | —                 | Não adicionado a nenhum álbum |              |
| "Joia Rara" (Melanina Carioca part. Gaab)                                                 | 2018 | —                 | Não adicionado a nenhum álbum |              |
| "Quem Diria" (Dom Tarifi part. Gaab)                                                      | 2018 | —                 | Não adicionado a nenhum álbum |              |
| "Perco a Linha" (Imaginasamba part. Gaab)                                                 | 2018 | —                 | Não adicionado a nenhum álbum |              |
| "Aonde Quer Chegar" (Turma do Pagode part. Gaab)                                          | 2018 | —                 |                               | Misturadin 2 |
| "Deixa de Falar Besteira" (Julia Nogueira part. Dom Tarifi e Gaab)                        | 2018 | —                 |                               | Liberdade    |
| "Frustante" (Stefan part. Gaab)                                                           | 2018 | —                 |                               | Frustante    |
| "Me Negaram Amor" (Cynthia Luz part. Gaab e MC Davi)                                      | 2018 | —                 | Não adicionado a nenhum álbum |              |
| "Meter O Louco (Fudeu)" (Petra part. Gaab)                                                | 2018 | —                 | Não adicionado a nenhum álbum |              |
| "A Vida Vai Trazer" (Menor part. Gaab)                                                    | 2018 | —                 | Não adicionado a nenhum álbum |              |
| "Massagem" (MC Livinho part. Gaab)                                                        | 2018 | —                 | Não adicionado a nenhum álbum |              |
| "De Love" (1Kilo part. Gaab e Pelé MilFlows)                                              | 2018 | —                 | Não adicionado a nenhum álbum |              |
| "Vai Tomando Vai" (MC Gui part. Gaab e MC Davi)                                           | 2019 | —                 | Não adicionado a nenhum álbum |              |
| "Parei com Você" (Oscar Tintel part. Gaab)                                                | 2019 | —                 | Não adicionado a nenhum álbum |              |
| "Pode Confiar" (MC Leo da Baixada part. Gaab)                                             | 2019 | —                 | Não adicionado a nenhum álbum |              |
| "Sexymecri" (1Kilo part. Gaab, Baviera, Gabrá e Pablo Martins)                            | 2019 | —                 | Não adicionado a nenhum álbum |              |
| "Love 66" (MC Davi part. Gaab, MC Rita e MC Hariel)                                       | 2019 | —                 | Não adicionado a nenhum álbum |              |
| "Um Pouquinho Mais" (1Kilo part. Gaab, Pablo Martins, DoisP e Petra)                      | 2019 | —                 | Não adicionado a nenhum álbum |              |
| "Fazendo Assim" (Luísa Sonza part. Gaab)                                                  |      | —                 | - : Ouro                      | Pandora      |
| "—" denota singles que não entraram nas paradas musicais ou não foram lançados no país.   |      |                   |                               |              |

## Outras aparições
| Título                                                     | Ano  | Álbum                   |
| ---------------------------------------------------------- | ---- | ----------------------- |
| "Maloqueiro" (WC no Beat part. Gaab, Luccas Carlos e Xamã) | 2018 | 18K                     |
| "Preservê" (Imaginasamba part. Gaab)                       | 2018 | Do Nosso Jeito          |
| "Uma Dança" (Negra Li part. Gaab)                          | 2018 | Raízes                  |
| "Intenção" (Marília Mendonça part. Gaab)                   | 2019 | Todos os Cantos, Vol. 3 |